# Якубчик, Лукас
Лукас Якубчик (нем. Lucas Jakubczyk; род. 28 апреля 1985, Плауэн, Карл-Маркс-Штадт) — немецкий легкоатлет, специализирующийся в спринтерском беге и прыжке в длину. Призёр чемпионатов Европы в эстафете 4×100 метров. Двукратный чемпион Германии. Участник летних Олимпийских игр 2012 и 2016 годов.

## Биография
Долгое время специализировался на прыжке в длину, где был чемпионом страны среди юношей (2002) и участвовал в юниорском чемпионате мира (не прошёл квалификацию). Свой лучший результат, 7,88 м, показал в 2010 году. В то же время, с каждым сезоном ему удавалось улучшать личные рекорды в беге на 100 и 200 метров, и, наконец, зимой 2012 года он окончательно перешёл в спринт.
Спустя полгода после этого решения выиграл чемпионат страны в беге на 100 метров, а на чемпионате Европы остановился в шаге от финала на этой дистанции и стал серебряным призёром в эстафете 4×100 метров.
Участвовал в предварительном забеге эстафеты на Олимпийских играх в Лондоне, где немцы заняли только седьмое место и не смогли пройти в финал.
На чемпионате мира 2013 года занял четвёртое место в эстафете 4×100 метров.
В 2014 году установил личный рекорд на дистанции 100 метров — 10,07, а на чемпионате страны, где он стал вторым, пробежал ещё быстрее, за 10,01, но с сильным попутным ветром. В финале европейского первенства стал пятым, а в эстафете во второй раз выиграл серебряную медаль.
На чемпионате Европы в помещении 2015 года занял шестое место в беге на 60 метров.
Завоевал бронзовую медаль чемпионата Европы 2016 года в эстафете 4×100 метров. На Олимпийских играх в Рио-де-Жанейро не смог пройти дальше предварительных забегов на 100 метров и вместе с товарищами по сборной Германии не попал в финал эстафеты.
В свободное время тренирует детей в спортивном клубе SC Charlottenburg.

## Основные результаты
| Год  | Турнир                          | Место проведения          | Дисциплина       | Место        | Результат |
| ---- | ------------------------------- | ------------------------- | ---------------- | ------------ | --------- |
| 2004 | Чемпионат мира среди юниоров    | Гроссето, Италия          | длина            | 18-е (квал.) | 7,22 м    |
| 2004 | Чемпионат мира среди юниоров    | Гроссето, Италия          | эстафета 4×100 м | 4-е          | 40,00     |
| 2007 | Чемпионат Европы среди молодёжи | Дебрецен, Венгрия         | длина            | 8-е          | 7,69 м    |
| 2012 | Чемпионат Европы                | Хельсинки, Финляндия      | 100 м            | 9-е (1/2)    | 10,32     |
| 2012 | Чемпионат Европы                | Хельсинки, Финляндия      | эстафета 4×100 м | 2-е          | 38,44     |
| 2012 | Олимпийские игры                | Лондон, Великобритания    | эстафета 4×100 м | 11-е (заб.)  | 38,37     |
| 2013 | Чемпионат мира                  | Москва, Россия            | эстафета 4×100 м | 4-е          | 38,04     |
| 2014 | Чемпионат мира в помещении      | Сопот, Польша             | 60 м             | 11-е (1/2)   | 6,60      |
| 2014 | Чемпионат мира по эстафетам     | Нассау, Багамские Острова | эстафета 4×100 м | 7-е          | 38,69     |
| 2014 | Чемпионат Европы                | Цюрих, Швейцария          | 100 м            | 5-е          | 10,25     |
| 2014 | Чемпионат Европы                | Цюрих, Швейцария          | эстафета 4×100 м | 2-е          | 38,09     |
| 2015 | Чемпионат Европы в помещении    | Прага, Чехия              | 60 м             | 6-е          | 6,62      |
| 2016 | Чемпионат Европы                | Амстердам, Нидерланды     | 100 м            | 7-е (1/2)    | 10,16     |
| 2016 | Чемпионат Европы                | Амстердам, Нидерланды     | эстафета 4×100 м | 3-е          | 38,47     |
| 2016 | Олимпийские игры                | Рио-де-Жанейро, Бразилия  | 100 м            | 40-е (заб.)  | 10,29     |
| 2016 | Олимпийские игры                | Рио-де-Жанейро, Бразилия  | эстафета 4×100 м | 9-е (заб.)   | 38,26     |